# Сијудад Реал
Сијудад Реал (шп. Ciudad Real; у преводу на српски: Краљевски град) налази се у шпанској аутономној заједници Кастиља-Ла Манча и главни је град истоимене покрајине Сијудад Реал. Налази се на 628 m надморске висине, има 70.124 становника према попису из 2006, заузима 285 km² и удаљен је 200 km јужно од шпанске престонице, Мадрида.

## Историја
Град је основао Алфонсо X 1255. године, под именом Виља Реал (шп. Villa-Real) на ликалитету Позо Секо де Дон Хил (шп. Pozo Seco de Don Gil; у преводу на српски: Суви бунар дон Хила). Сијудад Реал поседује многе историјске знаменитости као делове зидина старог града, кућа Ернана Переза де Пулгара (шп. Hernán Pérez del Pulgar) из 15. века, Црква св. Милости (шп. Iglesia de la Merced) из 18. века, Црква св. Петра апостола из 15. века, Црква Јакова апостола из 15. века.
Сијудад Реал је 1691. био проглашен престоницом покрајине Ла Манче када је ова била основана. Године 1833. враћа му се титула главног града након кратке паузе од неколико година током којих је престоница био град Алмагро.

## Становништво
Према процени, у граду је 2008. живело 72.208 становника.
| 1989.  | 2002.  |
| ------ | ------ |
| 57.030 | 63.251 |

## Привреда
Привреда Сијудад Реала се базира на услужним делатностима, лову и у мањој мери на индустрији, као и на сточним и виноградарским производима.

## Гастрономија
Типична манчанска јела су мрвице — мигас (шп. migas), манчански писто (шп. pisto manchego), калдерета (шп. caldereta), тизнао, печење, бискоча, флорес као и изузетно квалитетни манчански овчији сиреви.

## Прославе и празници
Једно од најпопуларнијих догађаја у Сијудад Реалу је Ходочашће у Аларкос (шп. Romería de Alarcos), које се слави први понедељак након Духова. Дан заштитнице града, Вирхен дел Прадо, слави се 15. августа. Прослава Ускршњих празника је проглашена догађајем од националног туристичког значаја од 14. фебруара 2006.

## Партнерски градови
- Михаловце